# Shannon Smith (pływaczka)
Shannon Smith (ur. 28 września 1961 w Vancouver) – kanadyjska pływaczka, brązowa medalistka olimpijska z Montrealu.
Zawody w 1976 były jej jedynymi igrzyskami olimpijskimi. Zdobyła brąz na dystansie 400 m stylem dowolnym. 